# Grillon
Grillon is een gemeente in het Franse departement Vaucluse (regio Provence-Alpes-Côte d'Azur) en telt 1686 inwoners (1999). De plaats maakt sinds 1 januari 2017 deel uit van het arrondissement Carpentras.
Grillon is een van de vier dorpen van het kanton Valréas, de voormalige Enclave des papes.

## Geografie
De oppervlakte van Grillon bedraagt 14,9 km², de bevolkingsdichtheid is 113,2 inwoners per km².
De onderstaande kaart toont de ligging van Grillon met de belangrijkste infrastructuur en aangrenzende gemeenten.

## Demografie
Onderstaande figuur toont het verloop van het inwonertal (bron: INSEE-tellingen).